# ロマン・コセツキ
ロマン・ヤチェク・コセツキ（ポーランド語: Roman Jacek Kosecki、1966年2月15日 - ）は、ポーランド・マゾフシェ県ピアセチュノ出身の元同国代表サッカー選手であり現在は政治家。ポジションはフォワードだった。
実子のヤクブ・コセツキも同じくサッカー選手であり、ポーランド代表歴を持つ。
現役引退後は政治家に転身し、ポーランド共和国下院の議員にも選出された。